# Pierangelo Ghezzi
| Odkryte planetoidy: 18 | Odkryte planetoidy: 18 |
| ---------------------- | ---------------------- |
| (8208) Volta           | 28 lutego 1995         |
| (8209) Toscanelli      | 28 lutego 1995         |
| (11970) Palitzsch      | 4 października 1994    |
| (12410) Donald Duck    | 26 września 1995       |
| (13158) 1995 UE        | 17 października 1995   |
| (14024) Procol Harum   | 9 września 1994        |
| (17740) 1998 BC19      | 27 stycznia 1998       |
| (19398) Creedence      | 2 marca 1998           |
| (24861) 1996 DE1       | 22 lutego 1996         |
| (32931) Ferioli        | 26 września 1995       |
| (33151) 1998 DY11      | 25 lutego 1998         |
| (39653) Carnera        | 17 października 1995   |
| (48640) Eziobosso      | 17 października 1995   |
| (48841) 1998 BB19      | 27 stycznia 1998       |
| (55810) Fabiofazio     | 4 października 1994    |
| (100711) 1998 BD19     | 27 stycznia 1998       |
| (155410) 1996 CE2      | 15 lutego 1996         |
| (173146) 1995 UM       | 17 października 1995   |
| 1. 2. 3.               |                        |

Pierangelo Ghezzi (ur. 1956) – włoski astronom amator. Współodkrył 18 planetoid, prowadził też obserwacje gwiazd zmiennych. Pierangelo Ghezzi pracował w Osservatorio Astronomico Sormano. W uznaniu jego pracy jedną z planetoid nazwano (46691) Ghezzi.